# Marche égyptienne
La Marche égyptienne (Egyptischer Marsch), op. 335, est une marche de Johann Strauss II. Elle est créée le 6 juillet 1869 à Pavlovsk, en Russie. La pièce contient, outre des motifs orientaux, une séquence de 22 mesures dans laquelle les musiciens sont censés chanter : « la la la ».

## Histoire
La marche est composée à l'été 1869 lors du voyage du compositeur en Russie. L'œuvre s'intitule alors Circassian March (Marche circassienne). Finalement, le titre original est retenu. Avec cette marche, Johann Strauss commémore l'ouverture du canal de Suez en 1869. En 1871, Strauss dédie cette marche au grand-duc de Bade, Frédéric 1er.

## Durée
Le temps d'exécution est d'environ 4 minutes et demi. 

## Postérité
La pièce est souvent jouée lors du célèbre concert du nouvel an à Vienne : en 1940 (Clement Kraus), 1943 (Clement Kraus), 1951 (Clement Kraus), 1956 (Willi Boskovsky), 1960 (Willi Boskovsky), 1964 (Willi Boskovsky), 1981 (Lorin Maazel), 1986 (Lorin Maazel), 1993 (Riccardo Mutti), 2014 (Daniel Barenboim) et 2019 (Christian Thilemann).